# Stazione di Bevera
La stazione di Bevera è una fermata ferroviaria posta sulla linea Cuneo-Ventimiglia. Serve il centro abitato di Bevera, la frazione del comune di Ventimiglia.

## Storia
La stazione fu attivata il 16 maggio 1914, contestualmente all'inaugurazione della tratta Ventimiglia-Airole, che nel 1928 sarebbe stata prolungata in territorio francese quale collegamento internazionale Cuneo - Tenda - Ventimiglia/Nizza.
Chiusa nel 1944 in conseguenza degli eventi bellici che condussero all'interruzione della linea, venne riaperta nel 1979.
In seguito venne trasformata in fermata.

## Strutture e impianti
Per quello che riguarda la categorizzazione delle stazioni, RFI la considera di categoria bronze.